# Dale Letra
Dale Letra, oficialmente Movimiento Ciudadano Dale Letra, es una organización no gubernamental venezolana enfocada en la protesta pacífica y creativa fundada durante las protestas en Venezuela de 2017.

## Acciones
Las acciones de Dale Letra están basadas en el «alfabeto móvil», un canal de comunicación compuesto por carteles individuales que requiere la participación de varias personas para sostenerlos y articular frases reflexivas sobre las exigencias colectivas de los manifestantes, incluyendo «Alto al fuego», «Ni un chamo más», «Medicinas ya» y «Venezuela está en juego». Desde su fundación, la organización también ha ampliado sus acciones a la organización de encuentros y conversatorios.

## Historia

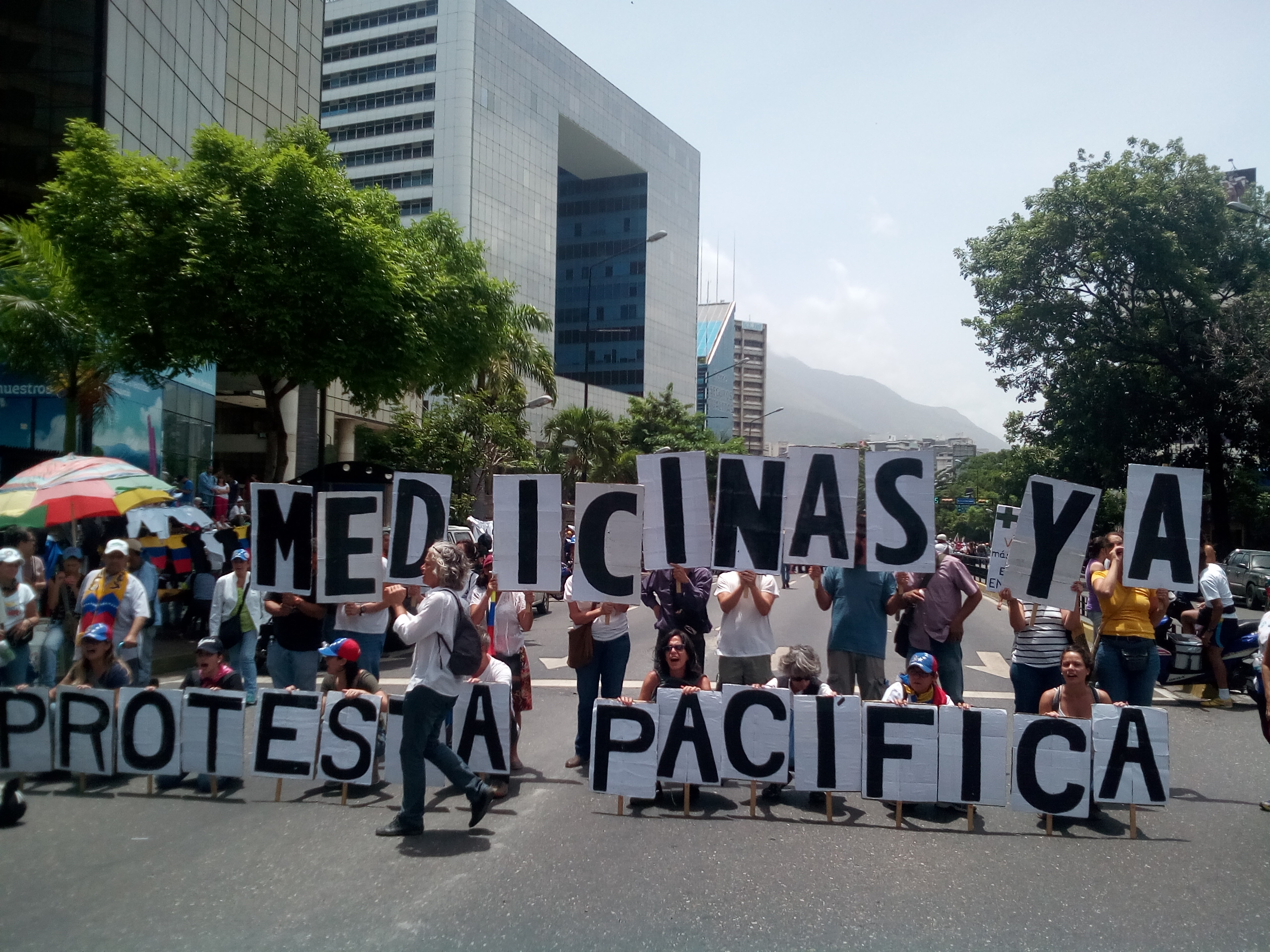
Mariela Ramírez y miembros de Dale Letra durante las protestas en Venezuela de 2017 en Caracas.

En 2018 estuvo entre las organizaciones de derechos humanos que exigieron una investigación de la Masacre de El Junquito. La organización ha conformado la Coalición Anticorrupción, junto con otras 600 organizaciones de la sociedad civil, la cual en hizo una denuncia pública y firmó un comunicado en contra de la agresión y la detención arbitraria de la abogada Eva Leal el 23 de junio de 2020 por la Guardia Nacional Bolivariana. En agosto Dale Letra estuvo entre las organizaciones de derechos humanos que le solicitaron al Consejo de Derechos Humanos de las Naciones Unidas de la Misión Internacional Independiente de determinación de los hechos sobre Venezuela.
En septiembre de 2020, meses antes de las elecciones parlamentarias, estuvo entre las organizaciones de la sociedad civil que lanzaron la plataforma Venezuela Documenta para apoyar a los ciudadanos en los «reportes y registros de las incidencia y patrones vinculados al debilitamiento de la democracia, los derechos humanos, la participación política y los procesos electorales en el país». Estuvo entre treinta organizaciones de la sociedad civil que recibieron equipos tecnológicos y mobiliario como donación por parte de la Misión de Observación Electoral de los comicios. Dale Letra presentó un informe después de las elecciones municipales de 2021 como participante de la Red Electoral Ciudadana en el que destaca que si bien observaron cambios positivos, se evidenciaron múltiples irregularidades y «graves limitaciones que, en materia de equidad, competitividad y derechos políticos, padecen las elecciones venezolanas».
En 2022 firmó un comunicado rechazando el proyecto de la Ley Anti-Solidaridad, conocido oficialmente como la «Ley de Cooperación Internacional», al violentar los estándares de la cooperación internacional y los derechos de la sociedad civil, cerrar el acceso al apoyo que ofrece la comunidad internacional a las capacidades de protección, y promover la criminalización y persecución contra las organizaciones de la sociedad civil, ignorando todas las recomendaciones emitidas por los órganos internacionales de protección.